# Finn Florijn

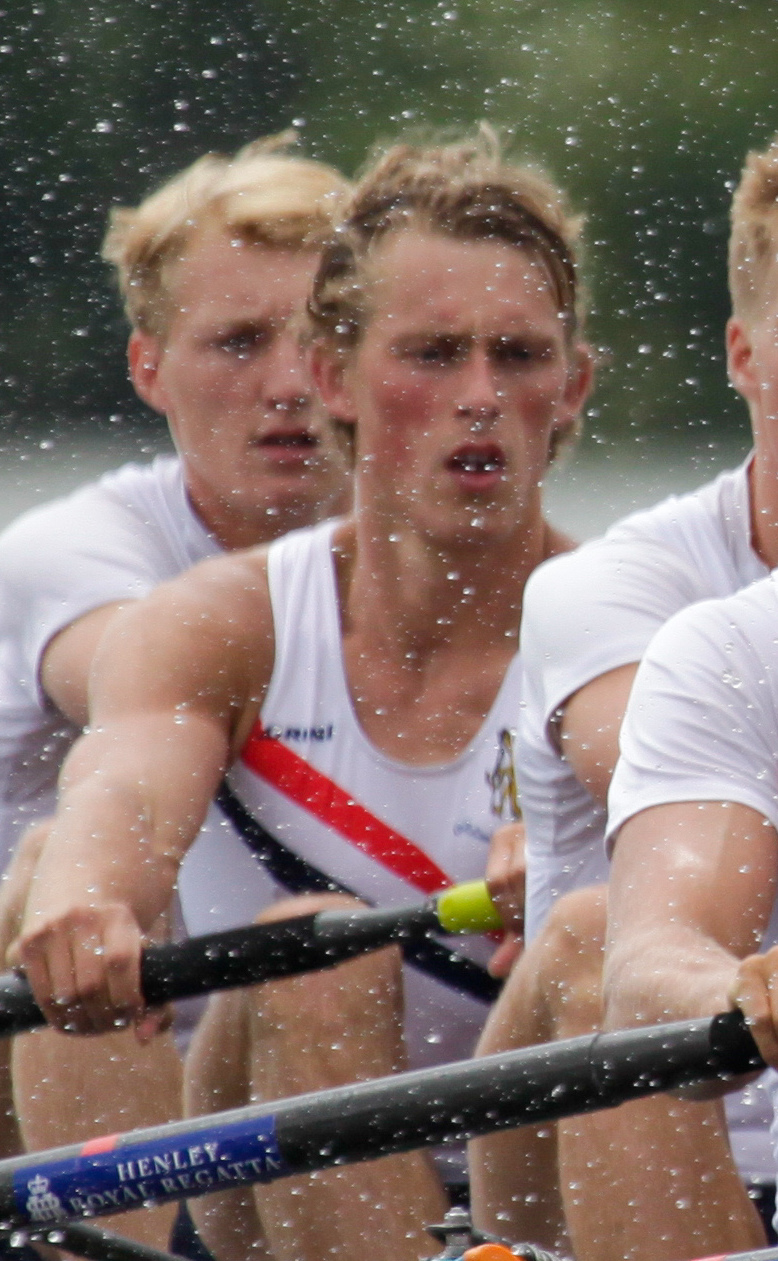
Finn Florijn 2019 im Achter bei der Henley Royal Regatta

Finn Florijn (* 29. November 1999 in Leiden) ist ein niederländischer Ruderer, der 2024 Olympiasieger und 2023 Europameister sowie Weltmeister im Doppelvierer war.

## Sportliche Karriere
Der 1,99 Meter große Finn Florijn erreichte bei den U23-Weltmeisterschaften 2018 mit dem niederländischen Achter den sechsten Platz, bei den U23-Weltmeisterschaften 2019 gewann er mit dem Achter die Bronzemedaille. Bei den 2021 ausgetragenen Olympischen Spielen in Tokio trat Florijn im Einer an. Er musste den Einer-Wettbewerb abbrechen, da er sich mit COVID-19 angesteckt hatte.
2022 trat er zusammen mit Jan van der Bij, Simon van Dorp und Stef Broenink im Doppelvierer an und belegte den achten Platz bei den Europameisterschaften in München. Einen Monat später bei den Weltmeisterschaften in Račice u Štětí trat der Doppelvierer in der gleichen Besetzung an, Florijn war allerdings nicht mehr Bugmann, sondern Schlagmann. Mit dieser Umstellung erreichten die Niederländer den vierten Platz mit einer Sekunde Rückstand auf die italienischen Gewinner der Bronzemedaille. Bei den Europameisterschaften 2023 in Bled gewannen die Polen den Titel im Doppelvierer vor Finn Florijn, Simon van Dorp, Tone Wieten und Koen Metsemakers, Dritte wurden die Italiener. Drei Monate später bei den Weltmeisterschaften in Belgrad siegten Lennart van Lierop, Finn Florijn, Tone Wieten und Koen Metsemakers vor den Italienern und den Polen. 2024 gab es bei den Olympischen Spielen in Paris den gleichen Einlauf wie in Belgrad, Lennart van Lierop, Finn Florijn, Tone Wieten und Koen Metsemakers gewannen vor den Italienern und den Polen. 
Finn Florijn begann 2015 bei Die Leythe mit dem Rudersport und wechselte später zu A.S.R. Nereus. Seine Eltern Ronald Florijn und Antje Rehaag waren und seine Schwester Karolien Florijn ist ebenfalls im Rudersport international erfolgreich.